# Pseudohydromys ellermani
Espèce
Statut de conservation UICN

 LC  : Préoccupation mineure
Synonymes
- Mayermys ellermani

Pseudohydromys ellermani est une espèce de rongeur de la sous-famille des Murinés, localisé en Nouvelle-Guinée.